# Ascorhynchus heuresis
Ascorhynchus heuresis is een zeespin uit de familie Ascorhynchidae. De soort behoort tot het geslacht Ascorhynchus. Ascorhynchus heuresis werd in 2002 voor het eerst wetenschappelijk beschreven door Bamber. 